# International Data Group
IDG (International Data Group) je mezinárodní vydavatelská společnost se sídlem v Bostonu. Zaměřuje se na vydávání časopisů o informačních a komunikačních technologiích (ICT) a pořádání konferencí, seminářů a dalších akcí. Společnost byla založena roku 1964 Patrickem J. McGovernem.
IDG vydává okolo 300 časopisů a novin na celém světě (Bio-IT World, CIO, CSO, Computerworld, GamePro, InfoWorld, Network World and PC World). Pro své zpravodajství využívá vlastní agenturu IDG News Service, která je svým charakterem podobná například tiskové agentuře Reuters.
Firma provozuje přes 400 webových stránek po celém světě. IDG také organizuje přibližně 170 akcí a výstav k nimž patří například LinuxWorld Conference & Expo, Macworld Conference & Expo, DEMO a IDC Directions. Firma je zastoupena v 85 zemích světa a zaměstnává přes 12 000 zaměstnanců.
V roce 2004 byla společnost vybrána časopisem Fortune jako jedna ze „100 Best Companies to Work For“.
Dceřinou společností IDG je IDC, která byla založena za účelem pořizování výzkumů a průzkumů z oblasti informačních technologií.

## Zastoupení v ČR
Vydavatelství IDG je v ČR zastoupeno pobočkou IDG Czech, kterou tvoří výhradně čeští zaměstnanci. V České a Slovenské republice vydávalo IDG týdeník Computerworld, měsíčníky Business World, PC WORLD, GameStar a čtvrtletník PC WORLD Security.
Měsíčník GameStar byl později v květnu roku 2006 po odchodu výkonného ředitele Ivana Novotného zrušen a vychází jako příloha měsíčníku PC World.
Od 1. 4. 2006 vystřídala tehdejšího výkonného ředitele Jana Pelikánová, která dříve pracovala jako šéfredaktorka měsíčníku PC World.
Od září 2007 začíná 5× ročně vycházet časopis HD World se zaměřením na HDTV, Blu-ray a Hi-Fi audio.
Od 1. 7. 2008 je součástí vydavatelství zpravodajské studio IDG - TV pod vedením Jaroslava Kasala.
Od 13. 3. 2009 začíná vycházet speciální projekt PC World Guide jakožto náhrada za původní tištěný časopis PC World.
Na konci roku 2008 dochází ve společnosti k výraznému posunu od tištěných medií k online zpravodajství. Je ukončeno vydávání tištěné verze časopisu PC World, který zůstává nadále jako jeden ze zpravodajských serverů vydavatelství. Je posíleno personálně online oddělení. K serverům computerworld.cz., businessworld.cz, gamepro.cz, gamestar.cz, pcworld.cz, scienceworld.cz, securityworld.cz a idgtv.cz bude od 1. 1. 2009 zprovozněn hdworld.cz a channelworld.cz.

## Změny ve vydávaných časopisech
Vydavatelství IDG Czech několikrát změnilo na českém trhu strategii. V dubnu roku 2006 ukončilo vydávání tištěného měsíčníku o počítačových hrách GameStar. Zpravodajský web o počítačových hrách Tiscali Games přitom spekuloval, že je důvodem nízká prodejnost. GameStar se stal přílohou tištěného magazínu PC WORLD. V listopadu roku 2008 vydavatelství oznámilo, že od čísla 12/2008 končí vydávání měsíčníku PC WORLD. Jako důvod bylo uvedeno posílení online médií. V březnu 2009 vychází první číslo speciálního projektu PC World Guide.

## Konkurence
V České republice konkurují vydavatelství následující subjekty:
- Computer Press Media
- Vogel Burda Communication
- Omega Publishing Group
- Extra Publishing

## Odkaz
- http://www.idg.cz/
- IDG PL